# Persillade

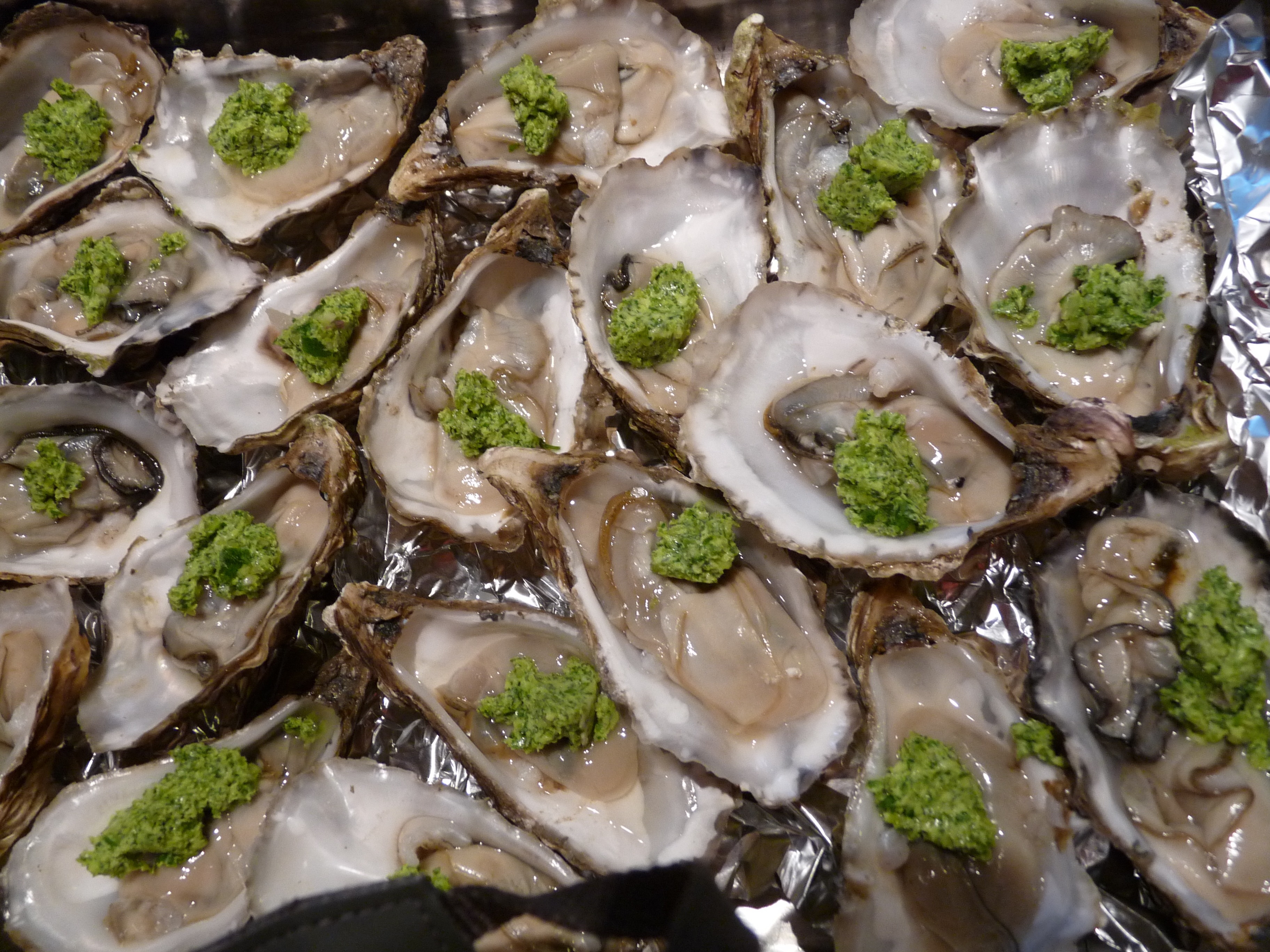
Ostron garnerade med persillade.

Persillade är i sin enklaste form en blandning av hackad persilja och vitlök. Den kan utvidgas med bland annat olja, vinäger och andra örter. Ströbröd i blandningen skapar en sprödhet om man ugnssteker det som garneras.
Persillade används i det franska och grekiska köket. Tillsätter man citronskal får man italiensk gremolata.